# Kosttillskott
Kosttillskott är livsmedel med syfte att komplettera den vanliga maten och kan innehålla exempelvis vitaminer, mineraler, fetter, proteiner och kolhydrater. Kosttillskott bör endast användas vid bristande intag av särskilda näringsämnen. Kosttillskott är vanligt bland idrottare och tyngdlyftare då behovet av vissa mineraler och protein ökar. Det bör endast innehålla ämnen som finns i kost för att kunna tituleras kosttillskott.
När det gäller kosttillskott i form av multivitamintabletter är det inte fastställt huruvida de har någon verkan eller effekt på en välnärd individ som i övrigt äter en balanserad och varierad kost. Vissa studier antyder att de har en svag positivt effekt, andra studier visar att de inte har någon effekt över huvud taget, medan andra studier visar på en skadlig effekt.[källa behövs]

## Lagar kring kosttillskott i Sverige
I Sverige regleras kosttillskott enligt livsmedelslagstiftningen och är således betraktade som livsmedel. Därmed finns det inget krav på att produkterna skall godkännas eftersom Livsmedelsverket inte ställer sådana krav innan de saluförs, olikt läkemedel som måste godkännas av läkemedelsverket innan saluföring. Det är dock ett krav att specifikt kosttillskott registreras hos ansvarig kontrollmyndighet i den kommun det ämnas skall saluföras i. I livsmedelslagstiftningen finns specifika regler för kosttillskott vilka tillhör Livsmedelsverkets föreskrifter (LIVSFS), detta betyder inte att kosttillskott är undantagna övriga regler i livsmedelslagstiftningen. Dessa regler återfinns i LIVSFS 2003:9. Livsmedelsverket har utformat ett vägledande dokument utifrån LIVSFS 2003:9, detta dokument utgör källa för resterande information under denna rubrik. 
Det är inte tillåtet att använda beteckningen "kosttillskott" om energigivande produkter som måltidsersättninger, energidrycker och sportprodukter, exempelvis proteinpulver och så kallade "bars". Kosttillskott ska saluhållas i dosform och vara avsedda att intas i uppmätta små mängder, exempelvis en kapsel, en matsked eller ett dosmått. Det måste stå på förpackningen att den av tillverkaren rekommenderade dagsdosen inte ska överskridas. Denna uppgift ska finnas med oavsett om det finns hälsorisker med att överskrida den dagliga dosen eller inte. Kosttillskott får inte säljas i lösvikt till slutkonsument. 
Märkningen på kosttillskottet får inte tillskriva livsmedel egenskaper som innebär att de kan förebygga, behandla eller bota mänskliga sjukdomar eller antyda sådana egenskaper. Medicinska påståenden får inte göras om kosttillskott, oavsett om påståendet stämmer eller inte. Då klassificeras produkterna istället som läkemedel. Exempel på medicinska påståenden: "lindra oro", "lindra huvudvärk", "mot ledvärk", "mot eksem", "bättre sårläkning", "mot impotens", "mot magbesvär" och anspelning på "rökavvänjning".

## Statistik avseende konsumtion av kosttillskott i Sverige
I Livsmedelsverkets rikstäckande undersökning av kostvanor i den svenska befolkningen, Riksmaten – vuxna 2010–11, rapporterade 21 procent av deltagarna i undersökningen att de åt kosttillskott. Fler kvinnor (27 procent) än män (15 procent) rapporterade att de åt kosttillskott. De kosttillskott som flest rapporterade att de åt var omega-3-preparat (26 procent), multivitamin- och mineraltillskott (24 procent), "övriga kosttillskott" (t.ex. ört- och växtextrakt, 19 procent) samt C-vitamin-preparat (9 procent).